# Evapotranspiration

Evapotranspiration är summan av avdunstning (evaporation) från mark och ytvatten samt guttation, interception och transpiration från växterna.
Den potentiella (teoretiskt möjliga) evapotranspirationen kan skattas med till exempel Penmans formel. Den verkliga evapotranspirationen är dock betydligt svårare att bedöma.
Evapotranspiration är den enskilt viktigaste delen i latent värme och utgör en viktig del i markens värmebalans.